# Beaussais
Beaussais – miejscowość i gmina we Francji, w regionie Nowa Akwitania, w departamencie Deux-Sèvres.
Według danych na rok 1990 gminę zamieszkiwały 362 osoby, a gęstość zaludnienia wynosiła 23 osób/km² (wśród 1467 gmin regionu Poitou-Charentes Beaussais plasuje się na 660. miejscu pod względem liczby ludności, natomiast pod względem powierzchni na miejscu 550.).